# Миле Ристић
Миле Ристић (1918/20–1980) Србин из Миљевића у општини Градишке био је један од главних организатора и хероја највећег бега затвореника из логора Јасеновац.

## Биографија
Није познато да ли је рођен 1918. или 1920. у општини Градишка. Пре него што је доведен у логор Јасеновац Миле Ристић био је партизан.

### Херој у Јасеновцу
Према сведоцима, јуриш затвореника према стражарима и капији означио је Анте Бакотић око 10 сати 22. априла 1945. године, а пролаз кроз капију јасеновачког логора омогућио је Миле Ристић, који је знао да рукује пушкомитраљезом.
Према једном опису сведока: „На самој капији усташа метнуо митраљез и како је био брисани простор, он је почео да коси. Покојни наш друг Миле Ристић, који је био у партизанима па заробљен, он се некако довукао поред зида тако да је заскочио усташу што је држао митраљез. Убо га је ножем, или нечим другим, не знам. Био сам четврти иза њега. Ристић је узео митраљез и изнео ван капије и окренуо митраљез према извидници. Тако да су се они ућутали, бојали су се за свој живот. Кад је нестало метака он је митраљез бацио у Саву”.

### Живот после Јасеновца и смрт
После бега из Јасеновца, Миле Ристић је пришао Југословенској армији и био одликован Орденом за храброст, а после тога наставио је да живи у родном селу Миљевићи у општини Градишка.
Миле Ристић је био у болници у Градишци пред смрт, а убио се скоком са прозора болнице, после вести (4. маја 1980.) да је умро председник СФРЈ Јосип Броз Тито, али остаје нејасно да ли је Ристић скочио кроз прозор из страха да ће доћи до распада Југославије и стварања неке нове независне хрватске државе која ће организовати масовна пљачкања, мучења и убијања људи који нису по вољи њеним властима или је скочио са прозора из неког другог разлога.

## Дизање спомен-бисте и објављивање књиге
У јулу 2017. у поткозарском селу Миљевићи у општини Градишка откривена је спомен-биста хероју Милету Ристићу, а начелник општине Градишка тада је рекао: „Овдје смо да исправимо и једну историјску неправду. Откривањем бисте Милету Ристићу, одали смо признање човјеку који је … успио да савлада усташког стражара, омогући пробој и спаси живе свједоке о највећем геноциду на овим просторима“ додао је и „да би без тог подвига историја српског народа на овим просторима била ускраћена за многе доказе и свједочења.“
Исте 2017. објављена је и књига Данила Карапетровића „Јасеновац-херојски повиг логораша Миле Ристића“.